# Feeding the Wolves
Feeding the Wolves es el quinto álbum de estudio de la banda estadounidense 10 Years. Fue publicado el 31 de agosto de 2010 por Universal Republic. Es el tercer lanzamiento importante de la etiqueta. El álbum debutó en el puesto número 17 en el Billboard 200 chart, con 19.000 unidades vendidas. El álbum de 10 canciones fue la banda de Tennessee por primera vez desde la fundación guitarrista Matt Wantland dejó el grupo en 2009.

## Promoción
El álbum fue producido por el productor nominado al Grammy Howard Benson y mezclado por Chris Lord-Alge. La banda ha mencionado esta será su material más pesado hasta la fecha y "muy similar a algunas de sus primeras canciones." 
A lo largo de la primera mitad de 2010, la banda fue de ida y vuelta entre poniendo en vivo y trabajando en el álbum en el estudio. Durante este tiempo, ellos debutaron algunas nuevas canciones en vivo, incluyendo  "Dead in the Water", "Now is the Time", y del nuevo primer sencillo del álbum "Shoot It Out".
El 12 de junio de 2010, "Shoot It Out" toco en Sirius/XM Radio. La pista fue lanzado a la radio a finales de junio, y se puso a disposición para su descarga en iTunes julio 6. La banda anunció más tarde que Feeding the Wolves sería lanzado el 31 de agosto de 2010.

## Lista de canciones
Toda la música compuesta por Lewis Cosby, Jesse Hasek, Ryan "Tater" Johnson, Brian Vodinh. 
| N.º | Título                             | Letras                | Duración |  |
| 1.  | «Shoot It Out»                     | Hasek                 | 3:19     |  |
| 2.  | «The Wicked Ones»                  | Hasek                 | 3:30     |  |
| 3.  | «Now Is the Time (Ravenous)»       | Hasek                 | 3:51     |  |
| 4.  | «One More Day»                     | Dave Bassett, Hasek   | 4:11     |  |
| 5.  | «Fix Me»                           | Bassett, Hasek        | 3:35     |  |
| 6.  | «Chasing the Rapture»              | Hasek                 | 3:26     |  |
| 7.  | «Dead in the Water»                | Hasek                 | 3:30     |  |
| 8.  | «Don't Fight It»                   | Bassett, Hasek        | 3:41     |  |
| 9.  | «Waking Up the Ghost»              | Johnny Andrews, Hasek | 2:57     |  |
| 10. | «Fade Into (the Ocean)»            | Hasek                 | 5:44     |  |
| 11. | «I Blame You» (iTunes bonus track) | Hasek                 | 3:05     |  |

## Personal
- Jesse Hasek - Voz
- Ryan "Tater" Johnson - Guitarra
- Lewis "Big Lew" Cosby - Bajo
- Brian Vodinh - Batería, Guitarra